# Канцо
Канцо (итал. Canzo) — коммуна в Италии, располагается в регионе Ломбардия, подчиняется административному центру Комо.
Население составляет 5035 человек (на 2005 г.), плотность населения составляет 445 чел./км². Занимает площадь 11,8 км². Почтовый индекс — 22035. Телефонный код — 031.
Покровителем населённого пункта считается святой Стефан Первомученик. Праздник ежегодно празднуется 26 декабря.
В Kанзо говорят по-итальянски, но это также особый диалект ломбардского языка: Канцийский диалект западноломбардского языка.

### Фотогалерея
- Характерная гора Канцо, называемая "Корни ди Канцо" (рога Канцо)
- Вид с площади Святой Анны
- Интерьер церкви Святого Стефана Первомученик и Вилла Манньи-Риццоли
- Коллаж из фотографий
- Портал
- озеро Сегрино
- Фасад приходской церкви
- Деталь военного мемориала
- Маленькая церковь Эрмитажа Святой Мир
- Некоторые маленькие виллы девятнадцатого века